# Беляки (Арбажский район)
Беляки — упразднённая деревня в Арбажском районе Кировской области России.

## География
Деревня находится в юго-западной части Кировской области, в зоне хвойно-широколиственных лесов, к востоку от реки Арбаж, на расстоянии приблизительно 10 километров (по прямой) к северо-востоку от посёлка городского типа Арбаж, административного центра района. Абсолютная высота — 140 метров над уровнем моря.

### Климат
Климат характеризуется как умеренно континентальный, с умеренно холодной снежной зимой и тёплым летом. Среднегодовая температура — 2 °C. Абсолютный минимум температуры воздуха самого холодного месяца (января) составляет −47 °C; абсолютный максимум самого тёплого месяца (июля) — 40 °C. Годовое количество атмосферных осадков — 527 мм, из которых 354 мм выпадает в период с апреля по октябрь.

## История
В «Списке населенных мест Вятской губернии по сведениям 1859—1873 годов» населённый пункт упомянут как казённая деревня по обе стороны речки Кушмары (Беляки) Котельничского уезда, расположенная при речке Кушмаре, в 62 верстах от уездного города. В деревне насчитывалось 19 дворов и проживал 221 человек (99 мужчин и 122 женщины).
В 1905 году в починке, являвшемуся частью Ключевского общества Сосновской волости, имелось 25 дворов и проживало 135 человек (69 мужчин и 66 женщин). Население относилось к приходу Александро-Невского храма села Рои.
По данным переписи 1926 года имелось 34 крестьянских хозяйства и проживало 164 человека (80 мужчин и 84 женщины). В административном отношении входила в состав Кисляковского сельсовета Арбажской волости Котельнического уезда.
По состоянию на 1 января 1950 года населённый пункт являлся частью Кисляковского сельсовета Арбажского района. Числилось 23 хозяйства и проживал 71 человек. Упразднена 28 января 1987 года.